# János Bolyai

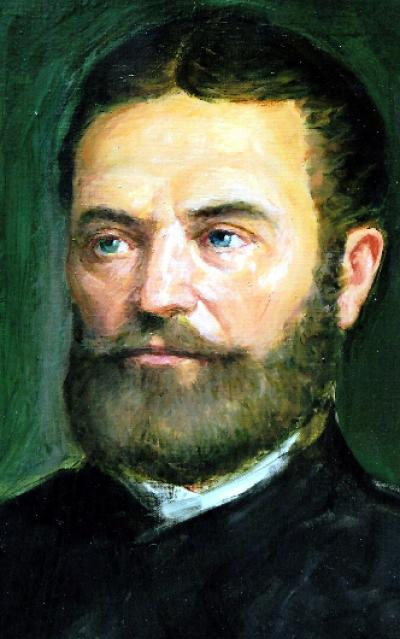
János Bolyai

János Bolyai (Cluj-Napoca, 15 dicembre 1802 – Târgu Mureș, 27 gennaio 1860) è stato un matematico ungherese, noto per il suo contributo nel campo delle geometrie non euclidee.

## Biografia
Bolyai nacque a Kolozsvár, l'attuale città romena di Cluj-Napoca nella regione della Transilvania, nel comitato di Kolozs all'epoca Regno d'Ungheria, figlio del matematico Farkas Bolyai.
Dall'età di 13 anni, approfondì il calcolo e altre forme di meccanica analitica, sotto l'istruzione del padre. Studiò al Collegio Imperiale di Ingegneria di Vienna dal 1818 al 1822. Divenne talmente ossessionato dal postulato delle parallele di Euclide che suo padre gli scrisse: "Per amor di Dio, te ne supplico, lascialo stare. Devi temerlo non meno di una passione carnale, perché anch'esso può prendersi tutto il tuo tempo e privarti del benessere, della tranquillità della mente e della felicità nella vita". János, comunque, insistette nella sua ricerca e alla fine giunse alla conclusione che il postulato è indipendente dagli altri assiomi della geometria e che sulla sua negazione possono essere costruite diverse geometrie coerenti. Scrisse al padre: "Dal nulla ho creato un altro, nuovo universo". Tra il 1820 e il 1823 preparò un trattato su un sistema completo di geometria non euclidea. Il lavoro di Bolyai fu pubblicato nel 1832 come appendice ad un libro di testo di matematica del padre, con il nome di Appendice che espone in maniera assoluta la vera scienza nello spazio.
Nel 1848 Bolyai scoprì che Nikolaj Lobačevskij aveva già pubblicato un'opera simile nel 1829 (limitata, però, alla geometria iperbolica) e una generalizzazione di questa teoria. 
Negli appunti stilati intorno al 1850 Bolyai sostenne con maggior completezza di dettagli l'impossibilità di verificare la correttezza del quinto postulato di Euclide, a causa della insufficienza degli strumenti e dei dati sperimentali a disposizione. Inoltre, per distinguere la geometria euclidea occorreva effettuare calcoli sui moti dei pianeti ipotizzando che la forza di attrazione sia inversamente proporzionale alla superficie sferica. Quindi se lo spazio è euclideo allora, secondo Bolyai, era possibile applicare la legge di gravitazione di Newton per spiegare l'attrazione dei corpi altrimenti occorreva formulare un modello innovativo di spiegazione fisico-matematica.
In aggiunta alla sua opera in geometria, Bolyai sviluppò una rigorosa concezione geometrica dei numeri complessi come coppie ordinate di numeri reali. Sebbene non avesse pubblicato altro che le 24 pagine dell'appendice, alla sua morte lasciò oltre 20.000 pagine manoscritte di matematica. Questi testi sono conservati nella Biblioteca Bolyai-Teleki a Târgu Mureș, in Romania, dove Bolyai morì.
Fu anche un riconosciuto poliglotta, poiché parlava nove lingue straniere, incluso il Cinese e il Tibetano.

## Riconoscimenti
Porta il suo nome l'Università Babeș-Bolyai a Cluj-Napoca e a lui sono dedicati un cratere sulla Luna e un asteroide, 1441 Bolyai . Inoltre, nel bacino dei Carpazi molte scuole superiori portano il suo nome. La società ungherese di matematica, associata alla European Mathematical Society, si chiama Bolyai János Matematikai Társaság. Nel 2002 l'Ungheria gli ha dedicato un francobollo.